# 山形市立第六小学校
山形市立第六小学校（やまがたしりつ だいろくしょうがっこう）は、山形県山形市にある公立小学校である。

## 概要
山形市の中心部のやや南側のエリアが学区となり、学区内は山形西高校、山形中央高校が入っている。

## 校内内装
1F　玄関ホール、職員室、校長室、保健室、通級教室、
体育館連絡通路、特別支援学級「こじか」、エレベーターホール、技能技師室、給食室
2F　1学年棟、2学年棟、3学年棟、特別支援学級「こぐま」(1年棟内部)、特別支援学級「こばと」(3年棟内部)、図書室(分室)、2Fエレベーターホール
3F　4学年棟、5学年棟、6学年棟　PCルーム(4年棟内部)、3Fエレベーターホール
4F　理科室、家庭科室、図書室(本館)音楽室、図工室、視聴覚教室、4Fエレベーターホール
5F　余分机、椅子保管所

## 沿革
- 1934年（昭和9年） - 山形市第七尋常高等小学校として開校
- 1939年（昭和14年） - 山形市第六尋常小学校に改称
- 1941年（昭和16年） - 山形市第六国民学校に改称
- 1947年（昭和22年） - 山形市立第六小学校に改称
- 1996年（平成8年） - 旧校舎老朽化のため現在の校舎に建て替え

## 太平洋戦争終結の影響
太平洋戦争終結により山形市に駐留した占領軍により2年間に渡り校舎の接収を受けた。接収期間中在校児童は他の小学校や空き工場などで分散授業を受けた。
また、接収から20年ほど経過した昭和40年代末に、校舎より進駐軍が秘匿したと思われる実弾が複数回発見される事件もあった。

## 建て替え工事
旧校舎は、内部の老朽化が進み、建て替え工事が不可欠となり、建て替え工事を開始、1996年（平成8年）に完了した。
新校舎は、バリアフリーが重要性され、一般エレベーター完備、廊下には、手すりを配置、車椅子が通れるよう、廊下が広い

## 学区
- あずま町、ことぶき町1番から12番まで、小荷駄町、鉄砲町一丁目、鉄砲町二丁目、鉄砲町三丁目、十日町三丁目、前田町、三日町一丁目、三日町二丁目、南原町一丁目10番から27番まで、南原町二丁目1番から7番まで、末広町、美畑町、若葉町6番から13番まで[1]

## 類のない学校
建て替え工事完了後校内は、オープンスペースとなっており、
各学年棟に扉が1つ又は2つしかなく、教室と廊下の仕切りが無い。
そのため、移動がとても楽であり、教室の密閉感を緩和する効果がある。

## 卒業後
- 第六中学校（一部は第十中学校、第三中学校に進学する）